# لين كوربرسهوك
لين كوربرسهوك (بالهولندية: Leen Korpershoek)‏ (29 يناير 1904 – 24 يوليو 1989) هو سبّاح هولندي راحل، مثّل بلاده في الألعاب الأولمبية الصيفية 1928.

## روابط خارجية
لين كوربرسهوك على موقع الاتحاد الدولي للسباحة (الإنجليزية)
- لين كوربرسهوك على موقع أوليمبيديا (الإنجليزية)